# Luc Van Hoyweghen
Luc Van Hoyweghen est un footballeur né le 1er janvier 1929 à Appels et décédé le 30 juin 2013 à Termonde (Belgique).
Attaquant au Daring Club de Bruxelles, il a été présélectionné pour la Coupe du monde de football en 1954, sans toutefois jouer avec les Diables rouges.